# Конюшки-Королевские
Конюшки-Королевские (укр. Конюшки-Королівські) — село в Рудковской городской общине Самборского района Львовской области Украины.
Население по состоянию на 2024 год составляет 255 человек. Занимает площадь 2,163 км². Почтовый индекс — 81445. Телефонный код — 3236.